# Comitato Provvisorio di Como
Con Comitato Provvisorio di Como (1849) si intende la seconda (abbozzata) insurrezione della città di Como, alla ripresa della prima guerra di indipendenza, nel marzo 1849.

## Antefatti
Fra il 18 ed il 22 marzo 1848, alla notizia dell'inizio delle Cinque giornate di Milano, la città e la provincia di Como si erano ribellate alla guarnigione austriaca e, sole in tutto il Lombardo-Veneto l'avevano per intero costretta alla resa (Cinque giornate di Como). 

Il 23 marzo aveva inviato 1500 volontari, guidati dal ticinese Antonio Arcioni, ad aggregarsi alla colonna del Manara che combatté sul Garda e in Trentino. Dopo la vittoria austriaca a Custoza, essi rientravano il 29 luglio, seguiti dagli austriaci il 10 agosto. Migliaia di esuli ripararono nel vicinissimo Canton Ticino.
Nell'ottobre 1848 ebbe luogo, in tutta la allora Provincia di Como, un complesso di eventi insurrezionali (tutti falliti), ed in particolare la Insurrezione della Val d'Intelvi, che portò alla fucilazione del mazziniano Andrea Brenta e di molti altri.

## Debutto
Il 12 marzo 1849 il Regno di Sardegna denunciò l'armistizio di Salasco. Radetzky evacuava le sue truppe dall'intera Provincia (Como, Varese e Lecco), confluite en masse sul fiume Ticino (frontiera tra Piemonte e Lombardo-Veneto). 

A Como si forma un "comitato provvisorio di difesa", animato da Pietro Nessi, professore, Pompeo Orsenigo (che presto si ritirò) e presieduto dal marchese Giorgio Raimondi.
Il clima era simile a quello dell'anno precedente, benché gran parte dei più animosi fossero espatriati in Piemonte o all'estero. Nella confusione generale, si rincorrevano voci di colonne di volontari dirette dalla provincia a Milano. 

Le medesime circostanze si verificavano, nelle stesse ore, a Brescia.

## Rapida conclusione
Il 20 marzo 1849 gli austriaci passarono a sorpresa in Piemonte per ottenere un grande vittoria, il 23 marzo, alla battaglia di Novara. 

Proprio il 23 marzo il “comitato provvisorio” aveva emesso una grida con la quale comunicava che, a partire dal successivo 25 marzo, tutti gli atti politici, amministrativi, giudiziari, notarili etc. dovevano essere intestati: “Regno dell'Alta Italia”. 

Grazie alla relativa vicinanza con il Regno di Sardegna, la notizia della sconfitta giunse abbastanza presto perché i rivoltosi potessero decidersi, in tempo, di rinunciare e ripiegare in Canton Ticino.
A Brescia, invece, la notizia giunse alcuni giorni più tardi, non venne creduta e la giunta insurrezionale combatté una lunga e gloriosa battaglia (Dieci giornate di Brescia), seguite da un atroce saccheggio comandato dallo Haynau.

## Esito
A Como, tornati gli Austriaci, il Raimondi aveva assunto “sopra sé solo la responsabilità degli atti di quel governo di otto giorni”, ed era fuggito nella sua vicinissima villa di Coldrerio, in Canton Ticino.

## Fatti successivi
Nel settembre 1850, l'imperatore Francesco Giuseppe giungeva in visita ufficiale in città (prima aveva visitato Milano e Monza): nelle tre città l'accoglienza fu tale che la visita si tradusse in un palese ed imbarazzante fallimento. 

Per soprannumero, dopo Como Francesco Giuseppe si recò alle grandi manovre organizzate per lui dal Radetzky a Somma Lombardo: la truppa diede vistosi segni di ammutinamento, venne temuto un complotto, Francesco Giuseppe venne indotto a partire, immediatamente, per Vienna.
Radetzky, infuriato, non tardò a vendicarsi: il 9 ottobre 1851 sciolse d'autorità il Consiglio Municipale di Como. Qualche giorno autorizzava la brutale impiccagione del Dottesio, l'11 ottobre 1851 in Venezia.